# Храбърско
Храбърско е село в Западна България. То се намира в община Божурище, Софийска област.

## География
Село Храбърско попада в границите на община Божурище. Намира се в североизточното подножие на планината Вискяр, на 13 km от общинския център Божурище, 5 km от град Сливница и на 20 km северозападно от столицата София. Селото се намира на 4,4 км. от Европейския път Е80 с изграден пътен възел, без да трябва да се пресича насрещното платно. Югозападно от селото се издига връх „Дебели дел ”, залесен с борова гора, а зад него се издига „Остри връх ”.

## История
Не е известна точната дата на възникването на селото. Образувано е още преди османската власт.
Легендата разказва, че по времето на царуването на княз Борис I по тези места живеели двама братя на име Хар и Хер и сестра им Белла. Земите им се простирали от с. Мало Бучино до с. Банище.
След време братята и сестрата разделили земите си. Хер и неговото потомство дало начало на с. Хераково. Сестрата Белла образувала с. Белица (днес част от с. Хераково) а брат им Хар със своята дружина се сражавали храбро с враговете и селото им било наречено Храбърско.
От начало то било на мястото на днешната махала „Старо село“, покрай Европейския път Е80. Светлините ориентирали разбойниците и селото често ставало жертви на атаки и кражби от тяхна страна, за това се наложило селото да бъде преместено на 4 км. от главния път, където се намира и до днес. Изсекли дърветата, освободили място и построили къщи.
По време на османската власт нивите на цялото село били собственост на турчин. Чифликът му бил в Герен махала. Сега местността се нарича „Турска бара“.
Хората от селото често се бунтували и участвали във въстанията през XVIII и XIX век. Когато завършила Руско-турската освободителна война през 1878 г. турците, заедно с жените и децата им били изгонени. Много от тях разпродали земите си на богати храбърчани. Разпродажбата била в злато.
Една година след това, през 1879 г., в селото било открито първото училище от 1-во до 4-то отделение. Нямало специална сграда за децата, а била наета частна къща. По-късно било построено училището, което изгоряло през 1953 г. по време на прожекция на кино-филм. След това било построено ново и по-голямо училище „Христо Ботев“ от 1-ви до 8-и клас. Първият учител в селото бил Жельо Попов.

## Население
В диаграмите по-долу е дадена кратка информация за броя на жителите и годините, през които е извършено преоброяването на населението на селото.
Поради близостта си до столицата в Храбърско, както и в община Божурище, се наблюдава положителен прираст на населението. Тази тенденция се засилва още повече след Ковид кризата, което ясно проличава в демографските данни за 2020 година.

## Транспорт
Храбърско се обслужва от редовни маршрутни таксита до Божурище и София. От 60-те до 90-те години на миналия век селото се е обслужвало от автобус №47 с маршрут Захарна Фабрика – Божурище – Храбърско (сега той се движи до с. Градоман), а от 1993 до 2001 селото се е обслужвало от автобус №55/6 на Столичната компания за градски транспорт (днешният ЦГМ), който се е движел само между Храбърско и Божурище. Има по два влака на ден по линията София – Волуяк – Перник. Тепърва подлежи изграждането на високоскоростна ЖП линия, която минава и през гара Храбърско. Когато тя стане готова времето за което ще се стига до Централна гара София, ще бъде съкратено от 39 на 20 минути.

## Религия
Селото попада в границите на Софийска епархия на Българската православна църква. Има един православен храм – „Възнесение Господне“, обслужван към 2009 г. от свещеник Асен Божилов.
През 1901 г. с общи усилия хората построили черква с името „Свето Възкресение“ (Спасовден). На този ден бил, (както е и сега) съборът на селото. Първото бебе кръстено в черквата бил Спас Прекръски.
Останало без свещеник, в края на комунистическия период, селото не е полагало грижа за църквата си, такава не е проявила и Софийската митрополия. Стига се дотам, че храмът почти рухва. Преди десетина години с усилията на свещеника Асен Божилов, църковното настоятелство и кмета започва постепенно разчистването на останките от стария храм и се построява нов върху старите основи, но вече с хубава камбанария, изградена е и ниска сграда за нуждите на различните църковни треби. Храмът „Св. Възнесение Господне“ е осветен на 1 май 2010 година от Знеполския епископ Йоан.

## Забележителности
Паметник на загиналите в Балканската и Първата световна война войници от Храбърско и района.
През селото е минавал стар римски път, от който има остатъци и до днес.

## Култура
- Детска градина „Българче“ – намира в сградата на кметството. В началото е била самостоятелна Детска градина, но заради намаляването на броя на децата, преминава като филиал на филиал към ОДЗ „Детелина“ – гр. Божурище
- Училище „Христо Ботев“ – закрито 2002 г., само 2 месеца преди да се навършат 124 години от откриването му. Сега децата учат в общинския център – Божурище, на 15 км. Има проект който има за цел да премести кметството на с. Храбърско в сградата на старото училище, а сегашната му сграда да стане самостоятелно читалище и детска градина.
- Читалище „Просвета“ – намира се в сградата на кметството. Към читалището функционира библиотека. Кметството е ремонтирано – санирано и с нов покрив през 2015 г. със средства отпуснати от община Божурище.

## Площадки
В селото са изградени 3 детски площадки:
Първата се намира зад сградата на кметството на селото. Тя е изградена през 2009 година по програмата „Красива България“. През 2017 година е реконстроирана със средства на селото и община Божурище.
Втората площадка се намира в центъра на кв. Герен. Тя е построена през 2016 година с помоща на общинския бюджет. Третата се намира близо до центъра, изградена през 2016 година заедно с тази в кв. Герен.
През 2018 година в центъра на селото, срещу паметника на загиналите, бива изграден площад с 5 пейки и няколко дръвчета. Мястото беше допълнително разширено през 2021.

## Природа
Югозападно от селото се издига връх „Дебели дел“, част от планинската верига Вискяр, залесен с борова гора. По принцип боровете са засадени с цел дърводобив, но жителите на селото я използват като място за пикник, разходки, разхождане на домашни любимци и място за почивка. Горичката има три главни алеи и множество пътечки. Изградено е място с пейка и масичка. В близост до селото минава и „Беличка“ река, извираща от планината Вискяр.
В кв. Старо село се намира и язовир Храбърско. Язовира е изграден през 60-те години на миналия век с цел напояване на полетата на селото. Днес достъпа до него е свободен. Мястото е подходящо за практикуване на спортен риболов. До него има изграден и комплекс с басейн и ресторант.

## Икономика
В селото има 4 работещи магазина за всякакви стоки, два ресторанта (единия селската кръчма), два автосервиза, поща и един зъболекар.
Близо до селото се намира комплекс на ТКЗС с изградени 4 стопански сгради, 2 общежития с басейн и столова. Общежитията не се използват, а от целия комплекс се използва малка част, където се отглеждат крави и кози. Изграден е още един такъв комплекс, който се използва от популярния "Цирк Балкански".
В махала Старо село, където се намира яз. Храбърско, е изграден комплекс „Green lake – Храбърско“ който има заведение и малък басейн. Мястото е подходящо за любителите на спортния риболов, както и за хора търсещи спокойствие сред природата.
Полето на селото е почти равно и много плодородно – отглеждат се зърнени култури: царевица, пшеница, слънчоглед.
Добив на лигнитни въглища от Храбърски въглищен участък, участакът е закрит и не работи.
Селото има самостоятелна гара, на жп линията София-Волуяк-Перник. Гарата е пътническа и товарна и е ремонтирана през 2015 г. със средства на БДЖ.